# BMW Z4
BMW Z4 — двомісний родстер або купе, що випускався німецькою компанією BMW. З відкритим кузовом і м'яким верхом (E85) випускався з 2002 до 2008 року. У 2006 році з'явилася версія купе металевим дахом (E86). У 2009 році автомобіль пройшов модернізацію і з тих пір випускався в одному варіанті — з жорстким складним дахом (E89).
В 2018 році дебютувало третє покоління моделі.

## Перше покоління (2002—2008)

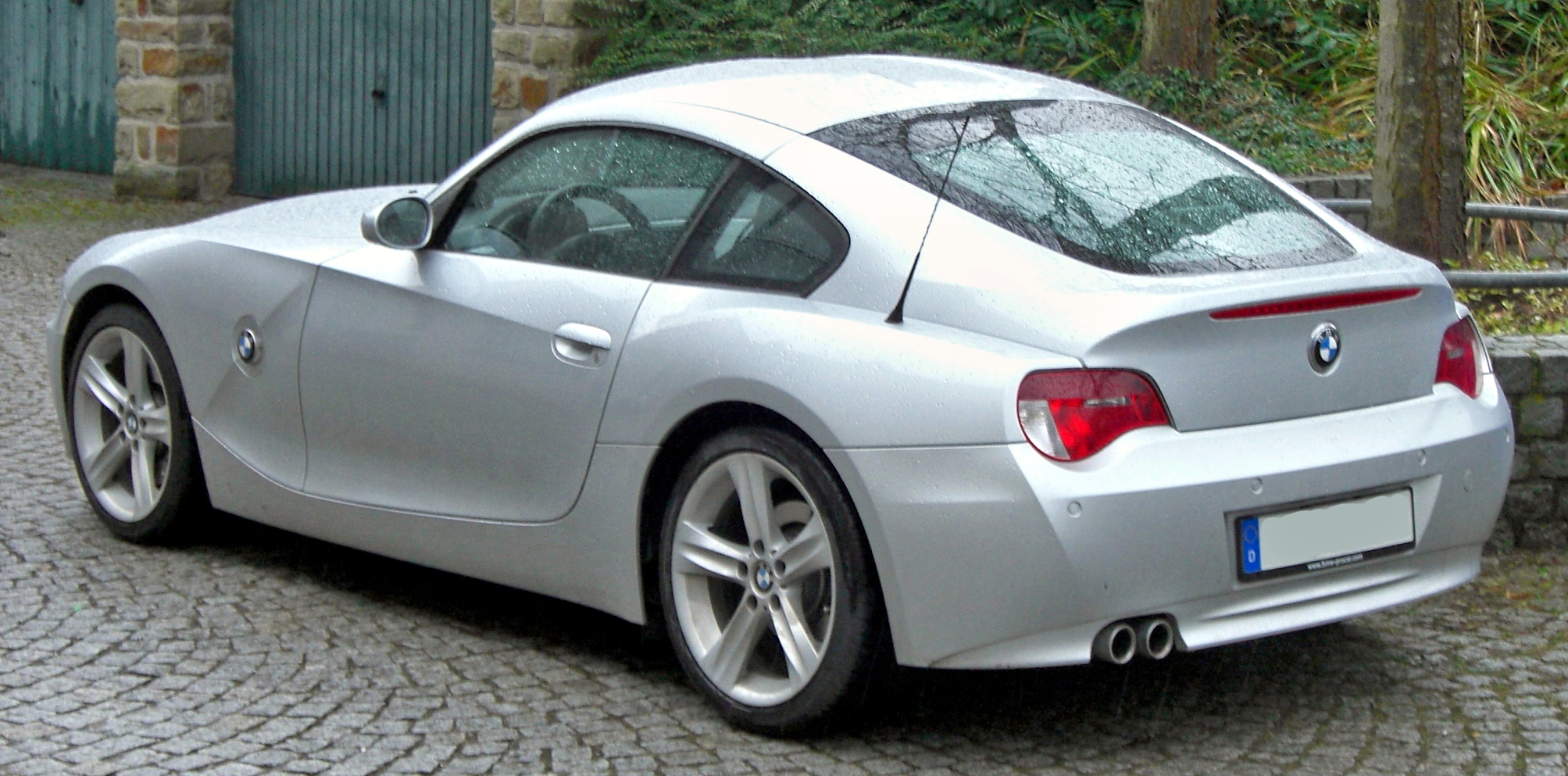
BMW Z4 Coupé (E86)

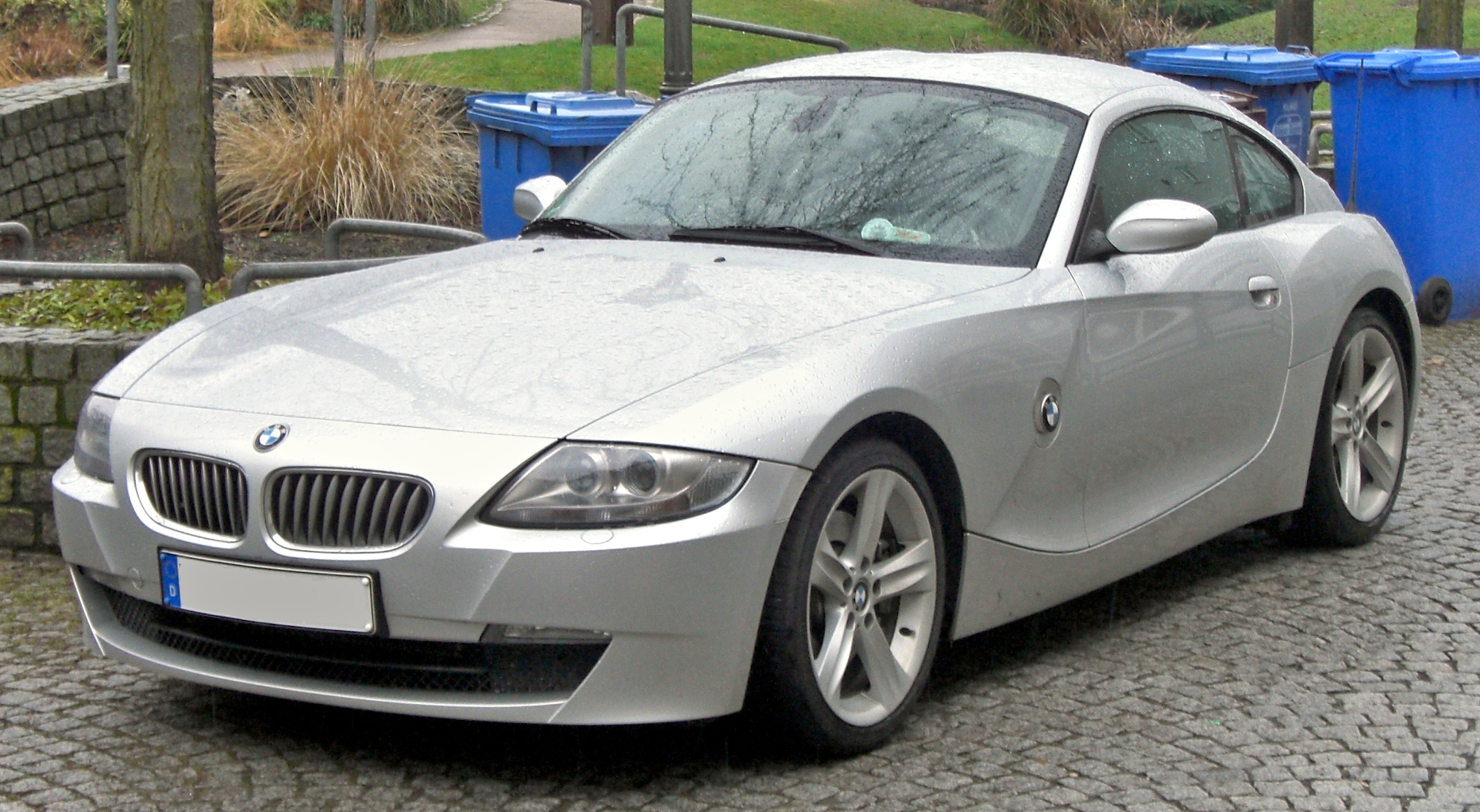
BMW Z4 Coupé (E86)

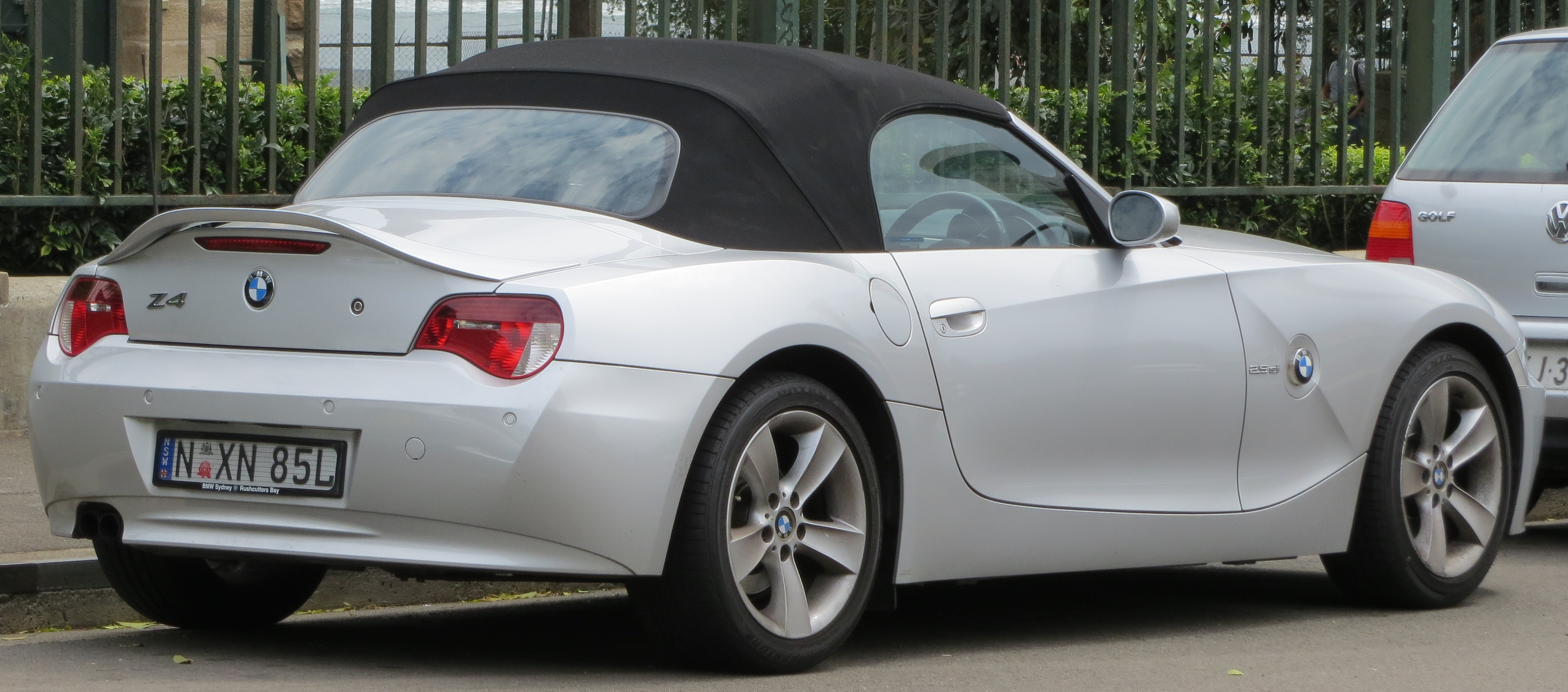
BMW Z4 (E85)

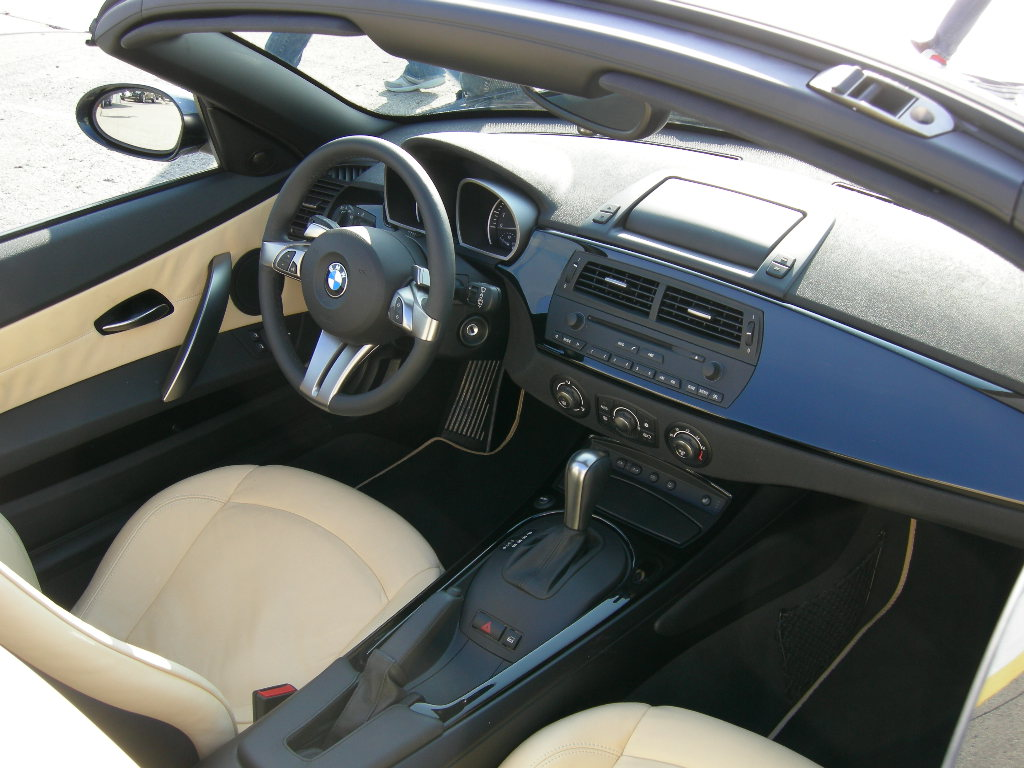

Перше покоління BMW Z4 було відоме як E85 — родстер і E86 — купе. Вона була розроблена  данським BMW-дизайнером Андерсом Вармінгом..
Z4 отримала багато критики на адресу дизайну порівняно з попередницею Z3; Z4 була більшою, і мала значно жорсткіше шасі. Вона була побудована в Спартанбурзі, Південна Кароліна. Спочатку Z4 була доступна тільки як родстер, а в 2006 була офіційно запущена версія купе. Останній автомобіль з першого покоління Z4 був зібраний в Північній Америці 27 серпня 2008 року.

### Двигуни
- 2.0 L N46 I4
- 2.2 L M54 I6
- 2.5 L N52 I6
- 2.5 L M54 I6
- 3.0 L M54 I6
- 3.0 L N52 I6
- 3.2 L S54 I6

## Друге покоління (2009—2016)

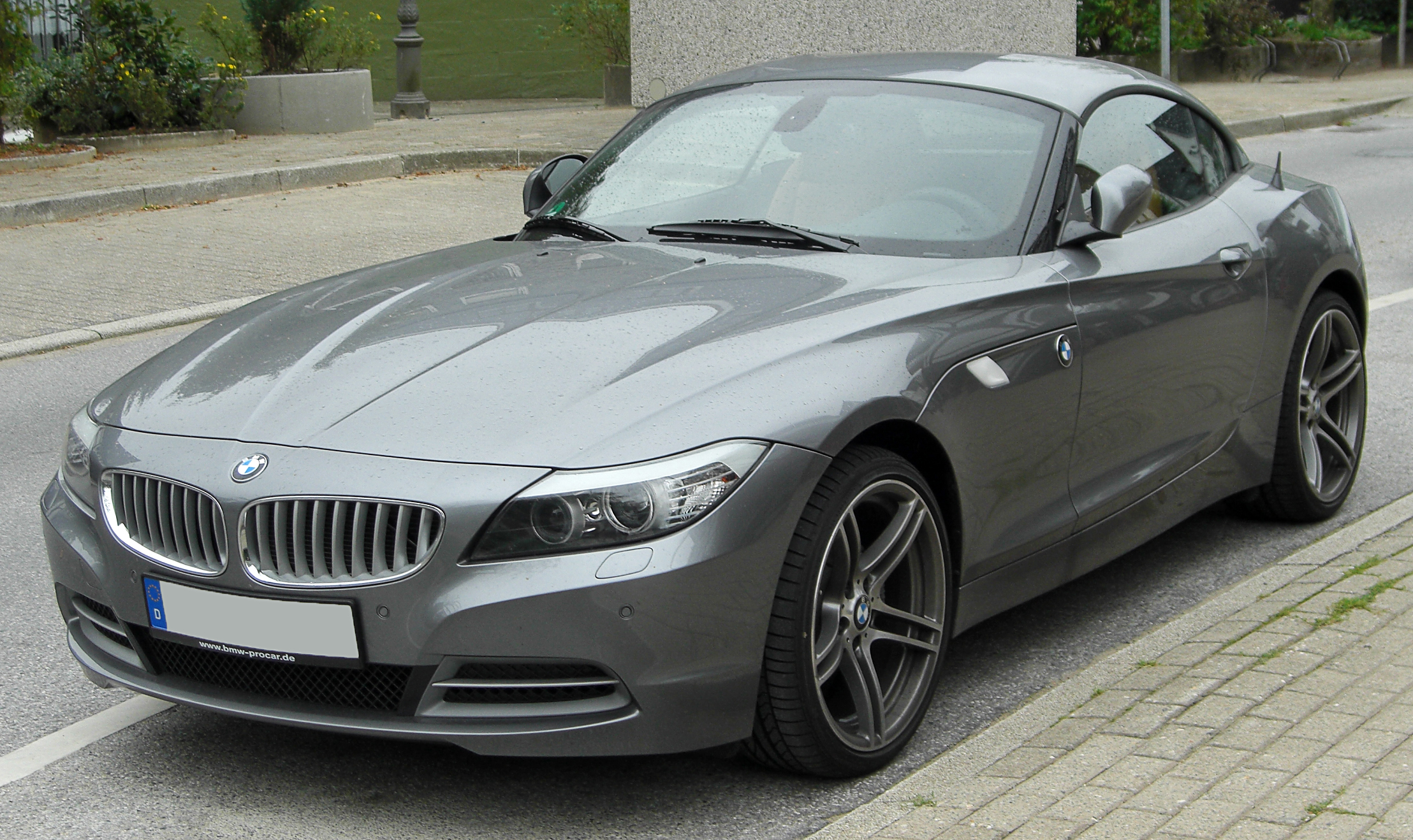
BMW Z4 E89

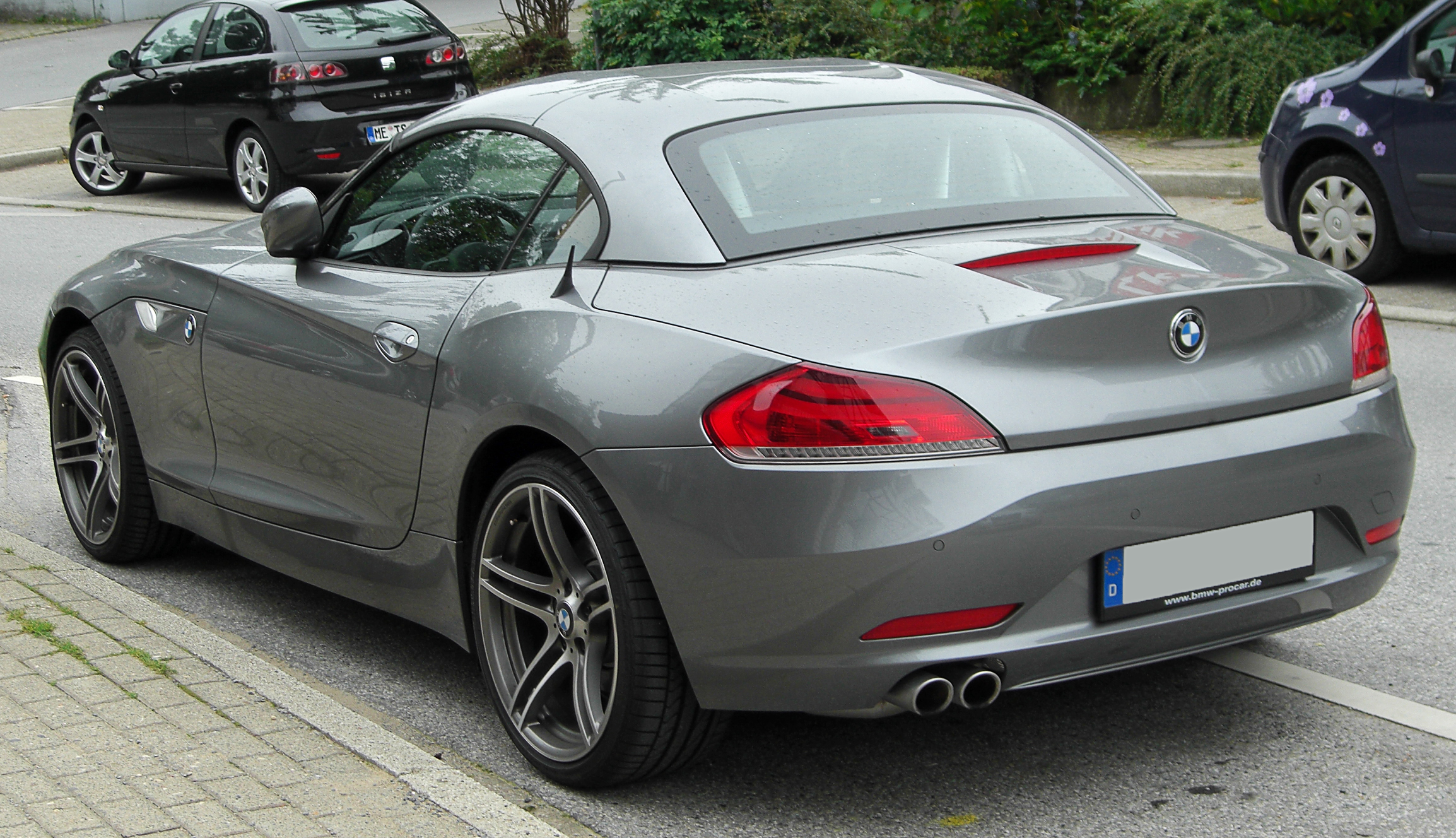
BMW Z4 E89

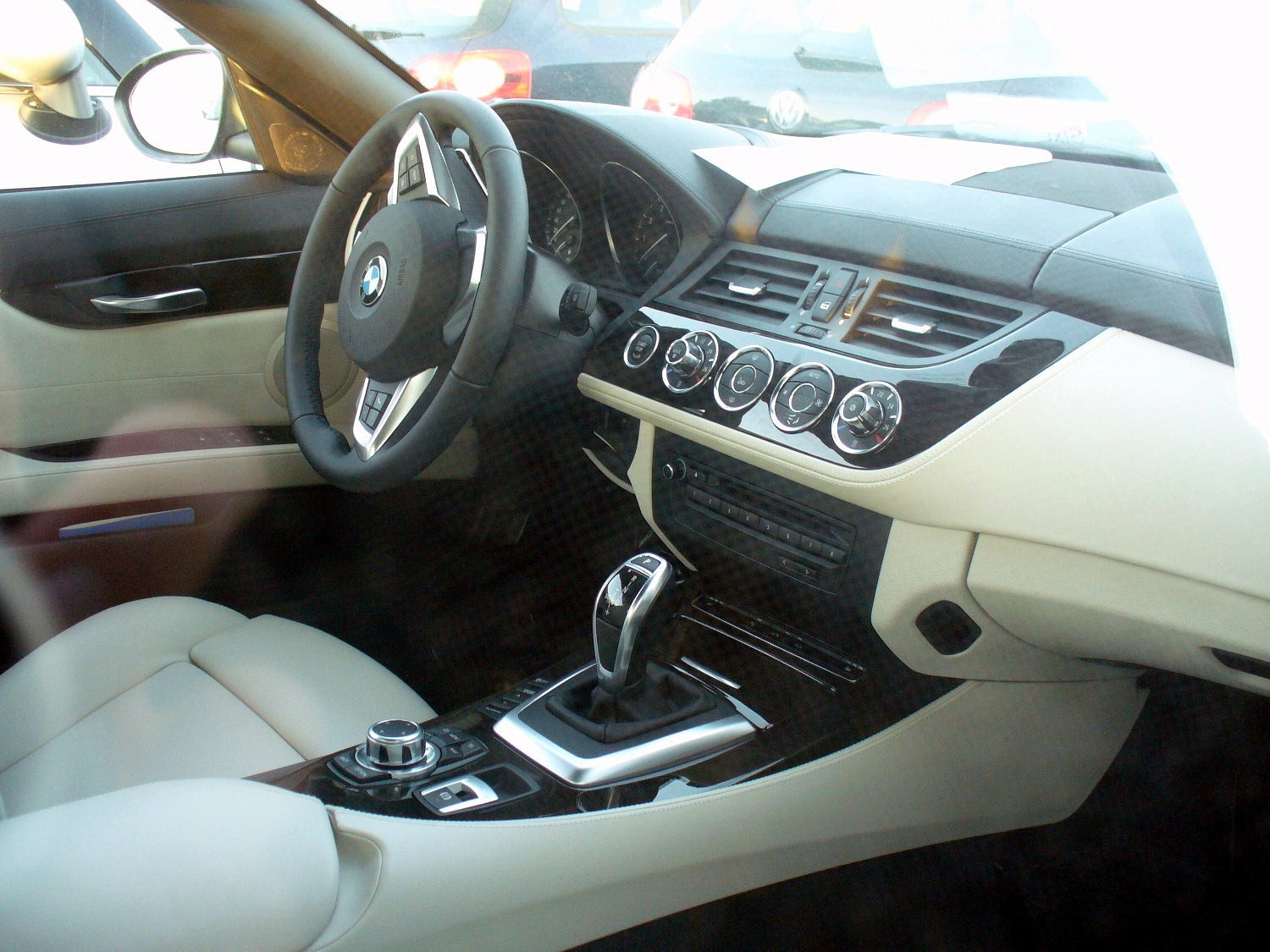
Салон

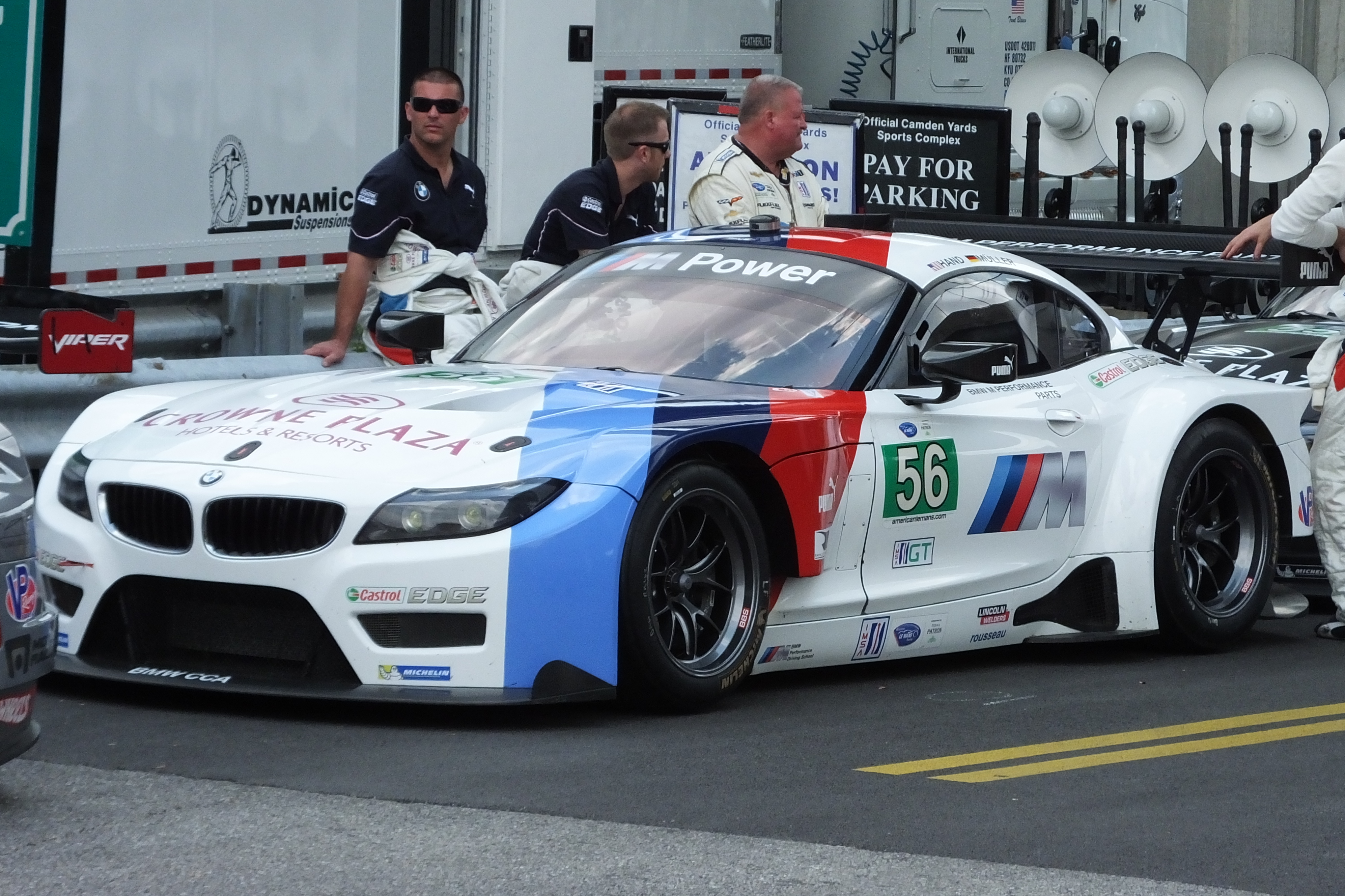
BMW Z4 GTE

Про друге покоління Z4 було оголошено 13 грудня 2008 і дебютувало у 2009 році на Північноамериканському міжнародному автосалоні в Детройті в наступному місяці. Використано висувний жорсткий дах, що замінює попередні версії родстера і купе для 2009 модельного року. Тильна сторона виконана з двох частин, легкий корпус з алюмінію, складання займає 20 секунд. Виробництво було переміщено зі Сполучених Штатів Америки Регенсбург до Німеччини. Нещодавно була запрезентована ювілейна версія родстера, яка була присвячена 70-річчю перемоги німецької компанії у ралі на витривалість Mille Miglia. Вона відрізняєсться особливим кольором, чорними «ніздрями», а також шильдиками з логотипом перегонів.
BMW Z4 2016 року поєднує в собі потужність і чутливе управління спорткара з комфортом і відкритим верхом розкішного родстера. Автомобіль був сконструйований таким чином, щоб незважаючи на компактну форму кузова у салоні було достатньо місця для високих пасажирів. Основними конкурентами автомобіля виступають Porsche Boxster, розкішний Mercedes-Benz SLK і Audi TT. 
Стандартна комплектація БМВ Зет 4 оснащується: 8-позиційними електропривідними сидіннями, кнопкою запалювання, безключовим доступом, сенсорними двірниками, адаптивними ксеноновими фарами. Стандартні системи безпеки мають у своєму складі: шість подушок безпеки, сервіс автоматичного оповіщення про аварії і систему розумних гальм від BMW. Також, кожен Z4 2016 року комплектується Ultimate Service. 
Починаючи з 2016 року, спортивні сидіння входять у стандартну комплектацію автомобіля, тому ціни на пакети опцій були трохи знижені. В цілому, для моделі є чотири опціональні пакети: Ivory White Burnt Sienna, Sport, Hyper Orange і M Sport. Останній з них має у своєму складі: адаптивну підвіску, нове рульове колесо і аеродинамічні елементи кузова.

### Двигуни
- 2.0 L N20 I4 turbo
- 2.5 L N52 I6
- 3.0 L N52 I6
- 3.0 L N54 I6 twin-turbo

## Третє покоління (з 2018-)

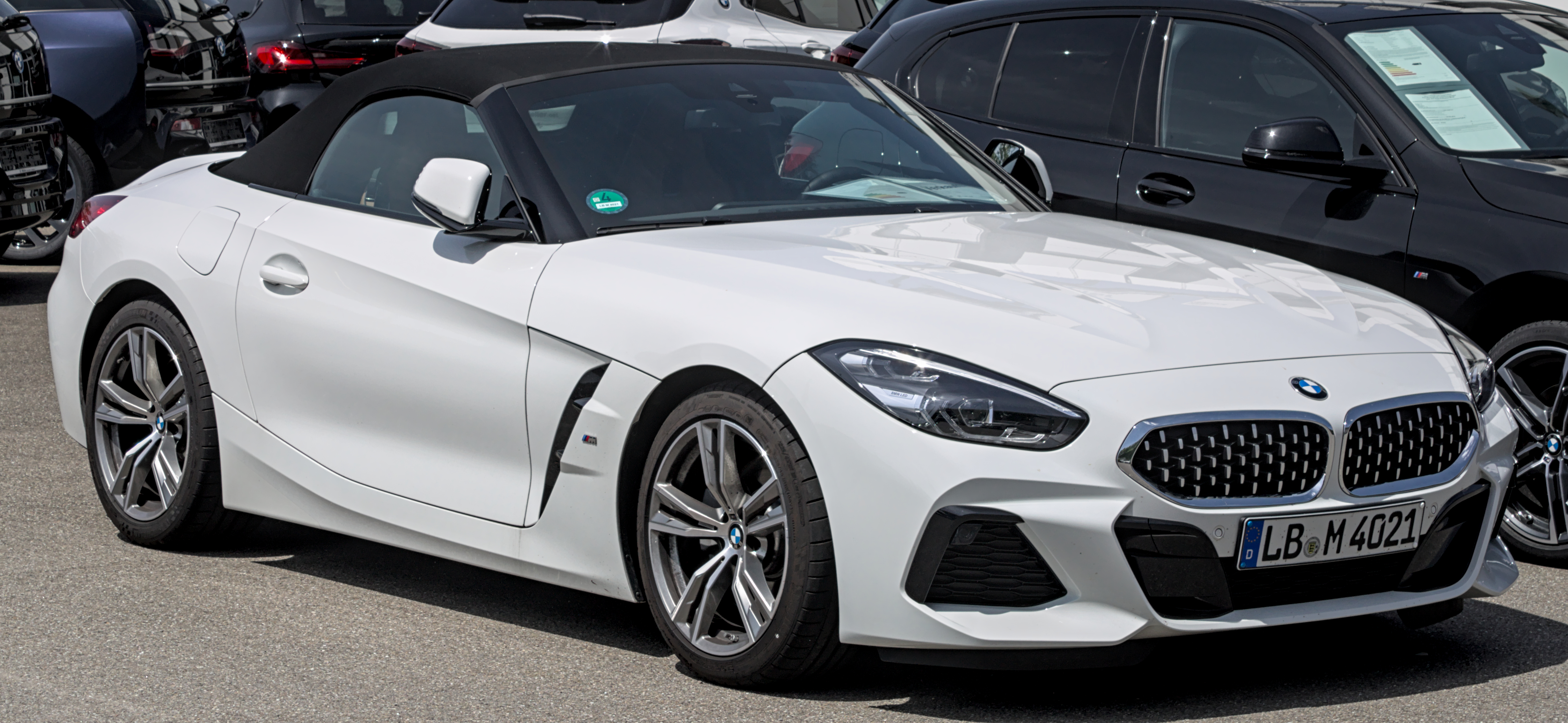
BMW Z4 G29

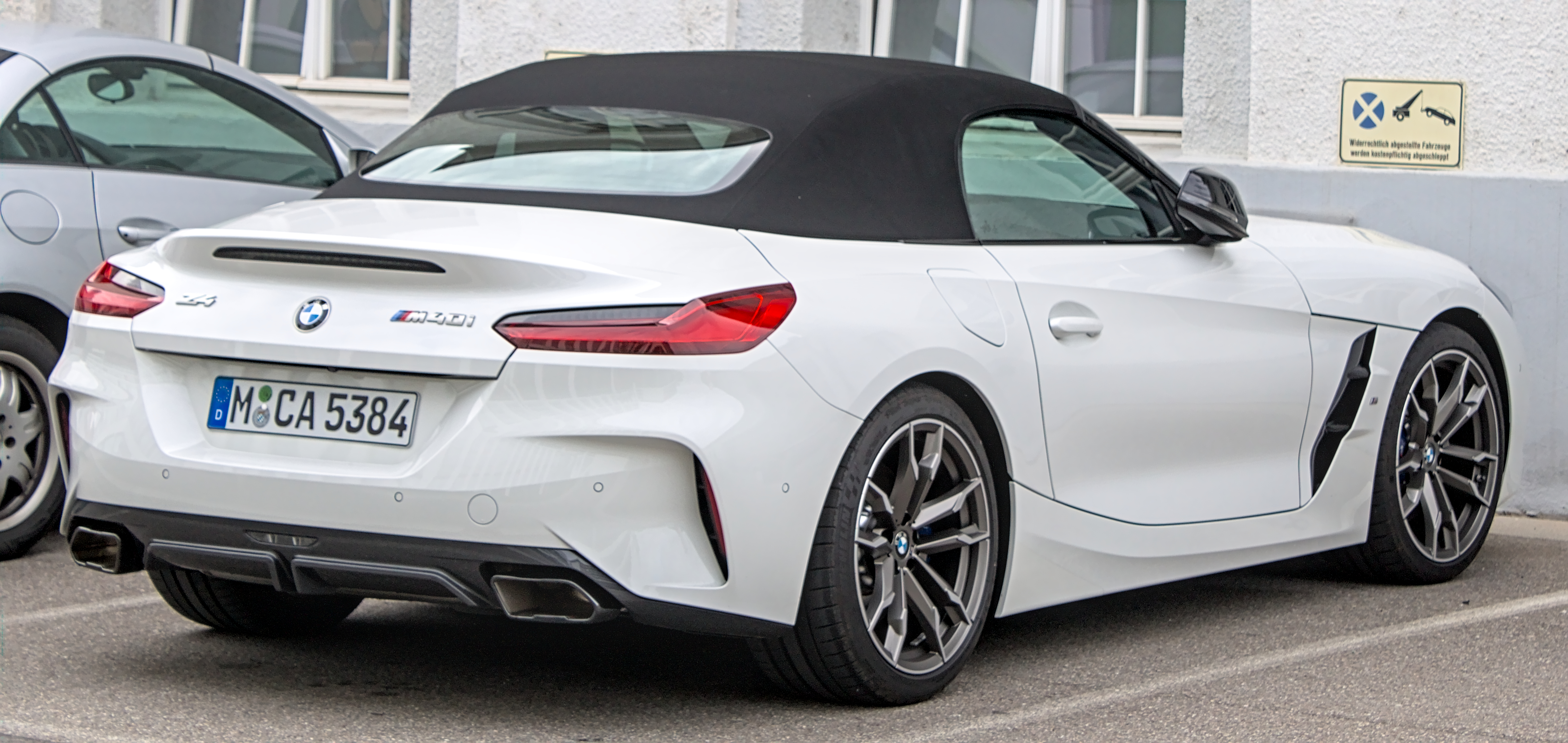
BMW Z4 M40i G29

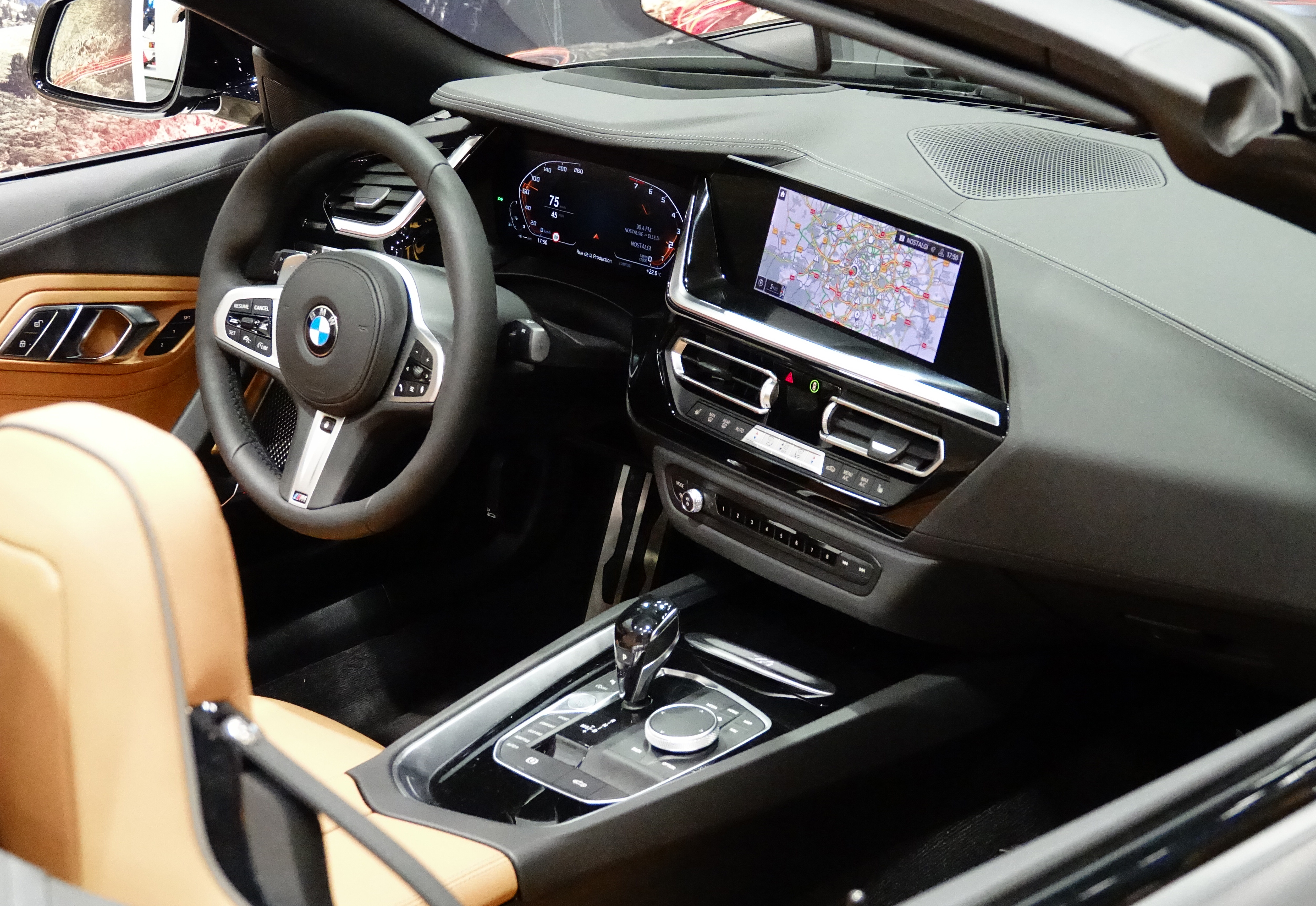
BMW Z4 G29

Концепція BMW Z4 була представлена в серпні 2017 року на виставці Pebble Beach. Громадськості концепт-кар представили на Франкфуртському автосалоні в вересні 2017 року. Серійна модель дебютує в 2018 році з заводським індексом G29.
Платформа Z4 також використовується в новій Toyota Supra. Спорткар випускається в Австрії на заводі Magna Steyr.
Нова модель стала більше за габаритами, але її колісна база трохи скоротилася. Чіткі і точні лінії силуету є визначальними рисами зовнішнього вигляду автомобіля. Як з піднятою, так і з опущеною дахом родстер виглядає спортивно і стрімко. Електропривод складає і розкладає дах за десять секунд і працює при русі автомобіля на швидкості до 50 км/год.

### Двигуни
- 2,0 л B48B20 Р4 turbo 197 к.с. 320 Нм
- 2,0 л B48B20 Р4 turbo 258 к.с. 400 Нм
- 3,0 л B58B30 Р6 turbo 340 к.с. 500 Нм
- 3,0 л B58B30 Р6 turbo 381 к.с. 500 Нм

## Зноски
1. ↑  Дизайн до реальності: видавець Z4 Roadster. Архів оригіналу за 12 січень 2009. Процитовано 25 квітень 2010.
2. ↑  США преси: 2009 Z4 Roadster (PDF). Архів оригіналу (PDF) за 29 травня 2009. Процитовано 25 квітня 2010.
3. ↑  2009 Огляд BMW Z4. Архів оригіналу за 15 грудня 2008. Процитовано 25 квітня 2010.
4. ↑  2009 BMW Z4. Архів оригіналу за 17 грудня 2008. Процитовано 25 квітня 2010.
5. ↑  Як ми тестували BMW Z4 2016. automoto.ua. Архів оригіналу за 30 листопада 2016. Процитовано 30 листопада 2016.